# Morti nel 728
| Questa pagina contiene informazioni ricavate automaticamente dalle voci biografiche con l'ausilio del template Bio e di un bot. L'aggiornamento è periodico e automatico e ricostruisce completamente la pagina. Se manca una persona in questa lista, sei pregato di non aggiungerla, ma accertati piuttosto che la sua voce biografica contenga il template Bio e che i dati anagrafici siano correttamente compilati. Se il template Bio manca, inseriscilo tu stesso o, in alternativa, metti l'avviso {{tmp\|Bio}} che ne segnala la mancanza. Se i dati riportati sono sbagliati, correggi direttamente la voce biografica; le modifiche saranno visibili in questa lista entro pochi giorni. Per chiarimenti vedi il progetto biografie. La lista contiene solo le 9 persone che sono citate nell'enciclopedia e per le quali è stato implementato correttamente il template Bio. Pagina aggiornata al 13 gen 2025. |

- 19 maggio - Adolfo di Cambrai, vescovo francese
- 15 ottobre - Al-Hasan al-Basri, teologo arabo (n. 642)
- Cináed mac Írgalaig, re irlandese
- Al-Farazdaq, poeta arabo (n. 641)
- Faroaldo II, nobile longobardo
- Farrukhan il Grande, sovrano
- Giovanni di Odzun, teologo armeno
- Ine del Wessex, sovrano
- Slibaʿzkha, vescovo cristiano orientale siro